# Pontais
Pontais (en francès Pontaix) és un municipi francès situat al departament de la Droma i a la regió d'Alvèrnia-Roine-Alps. L'any 2007 tenia 168 habitants.

## Demografia

### Població
El 2007 la població de fet de Pontaix era de 168 persones. Hi havia 82 famílies de les quals 30 eren unipersonals (4 homes vivint sols i 26 dones vivint soles), 35 parelles sense fills, 13 parelles amb fills i 4 famílies monoparentals amb fills.
La població ha evolucionat segons el següent gràfic:
Habitants censats

### Habitatges
El 2007 hi havia 133 habitatges, 81 eren l'habitatge principal de la família, 49 eren segones residències i 3 estaven desocupats. 117 eren cases i 10 eren apartaments. Dels 81 habitatges principals, 57 estaven ocupats pels seus propietaris, 20 estaven llogats i ocupats pels llogaters i 4 estaven cedits a títol gratuït; 7 tenien dues cambres, 14 en tenien tres, 22 en tenien quatre i 39 en tenien cinc o més. 51 habitatges disposaven pel capbaix d'una plaça de pàrquing. A 37 habitatges hi havia un automòbil i a 33 n'hi havia dos o més.

### Piràmide de població
La piràmide de població per edats i sexe el 2009 era:
| Homes | Edats   | Dones |
| ----- | ------- | ----- |
| 0     | 95 o +  | 0     |
| 4     | 90 a 94 | 0     |
| 0     | 85 a 89 | 8     |
| 4     | 80 a 84 | 4     |
| 4     | 75 a 79 | 4     |
| 4     | 70 a 74 | 4     |
| 0     | 65 a 69 | 8     |
| 8     | 60 a 64 | 0     |
| 0     | 55 a 59 | 4     |
| 8     | 50 a 54 | 0     |
| 0     | 45 a 49 | 8     |
| 4     | 40 a 44 | 8     |
| 0     | 35 a 39 | 0     |
| 12    | 30 a 34 | 0     |
| 4     | 25 a 29 | 20    |
| 4     | 20 a 24 | 0     |
| 0     | 15 a 19 | 0     |
| 0     | 10 a 14 | 0     |
| 4     | 5 a 9   | 0     |
| 4     | 0 a 4   | 0     |

## Economia
El 2007 la població en edat de treballar era de 99 persones, 75 eren actives i 24 eren inactives. De les 75 persones actives 64 estaven ocupades (35 homes i 29 dones) i 11 estaven aturades (4 homes i 7 dones). De les 24 persones inactives 9 estaven jubilades, 7 estaven estudiant i 8 estaven classificades com a «altres inactius».

### Ingressos
El 2009 a Pontaix hi havia 79 unitats fiscals que integraven 157 persones, la mediana anual d'ingressos fiscals per persona era de 14.211 €.

### Activitats econòmiques
Dels 6 establiments que hi havia el 2007, 1 era d'una empresa alimentària, 1 d'una empresa de comerç i reparació d'automòbils, 3 d'empreses d'hostatgeria i restauració i 1 d'una empresa de serveis.
L'any 2000 a Pontaix hi havia 17 explotacions agrícoles que ocupaven un total de 161 hectàrees.

## Poblacions més properes
El següent diagrama mostra les poblacions més properes.